# Heterocronia

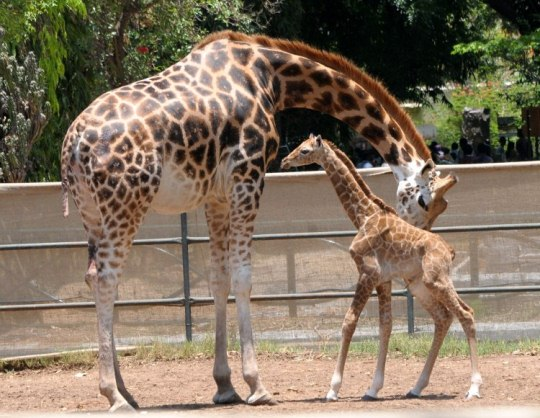
Girafas adquiriram seus longos pescoços por meio de heterocronia, ao estender o período de desenvolvimento que influencia o crescimento das sete vértebras do pescoço no embrião, foi possível adicionar comprimento, sem adicionar mais ossos

Na biologia evolutiva do desenvolvimento, heterocronia é qualquer diferença geneticamente controlada no momento, frequência ou duração da ocorrência do processo do desenvolvimento em um organismo, em comparação com seus ancestrais ou com outros organismos. Isso leva a mudanças em tamanho, forma, caracteres e até mesmo na presença de determinados órgãos ou funcionalidades. É contrastada com a heterotopia, que é uma mudança no posicionamento espacial de algum processo no embrião, que pode também resultar em inovações morfológicas. Heterocronia pode ser dividida em heterocronia intraespecífica, quando a variação ocorre dentro de uma mesma espécie, e heterocronia interespecífica, quando há variação filogenética, ou seja, variação de uma espécie descendente em relação a uma espécie ancestral.
Todas as mudanças heterocrônicas afetam o início, fim, taxa (velocidade) ou duração de um determinado processo de desenvolvimento. O conceito de heterocronia foi introduzido por Ernst Haeckel em 1875 e ganhou seu sentido atual, reformulado por Gavin de Beer em 1930.

## História

Ernst Haeckel supôs que o desenvolvimento embrionário recapitula a filogenia de um animal, e introduz a heterocronia como uma exceção para órgãos individuais. Por sua vez, a biologia moderna concorda com a visão de Karl Ernst von Baer, que o próprio desenvolvimento varia, mudando o “timing” de diferentes processos, podendo gerar ramificações filogenéticas.

Para informações adicionais: Biologia evolutiva do desenvolvimento
O conceito de heterocronia foi introduzido pelo zoólogo alemão Ernst Haeckel em 1875, usando-o para definir desvios da teoria da recapitulação, que defende que “a ontogenia recapitula a filogenia”. Como apontado por Stephen Jay Gould, o termo cunhado por Haeckel é utilizado hoje com significado contrário ao original; Haeckel assumiu que o desenvolvimento embrionário (ontogenia) de animais “superiores” recapitulava sua história evolutiva (filogenia), pois embriões de mamíferos apresentam estruturas em seu pescoço que lembram brânquias de peixes, em um determinado estágio de seu desenvolvimento. Para Haeckel, isto demonstrava que os estágios evolutivos anteriores, estágios representativos dos ancestrais, estavam sendo comprimidos em um espaço menor de tempo, significando que estes estágios do desenvolvimento ancestral eram acelerados. O ideal para sustentar a ideia de Haeckel seria quando o desenvolvimento de todas as partes de um organismo era acelerado, mas ele percebeu que alguns órgãos se desenvolviam deslocados de sua posição original (heterotopia, outro conceito criado por Haeckel) ou deslocados temporalmente (heterocronia), que eram exceções a sua regra. O termo, então, originalmente significava uma mudança no momento do desenvolvimento embrionário de um órgão em relação ao resto do desenvolvimento de um mesmo animal, mas hoje o termo é usado, devido ao trabalho do embriólogo evolutivo  em 1930, com o significado de uma mudança no tempo de desenvolvimento de um mesmo órgão entre um animal e seus respectivos ancestrais.
Em 1928, o embriólogo inglês Walter Garstang mostrou que larvas de tunicados possuíam estruturas em comum com vertebrados adultos, como a notocorda, e sugeriu que os vertebrados são decorrentes de pedomorfose (neotenia) de larvas de Tunicata. Se correta, esta proposta implicaria na proximidade filogenética entre tunicados e vertebrados, e que heterocronia seria um mecanismo de destaque para as mudanças evolutivas.
A biologia evolutiva do desenvolvimento moderna (evo-devo) estuda a genética molecular do desenvolvimento. Ela busca explicar cada passo que leva um zigoto indiferenciado a formar um indivíduo adulto a partir do controle da expressão de um gene após o outro. Ela também associa esses padrões do controle do desenvolvimento do organismo a sua filogenia. De Beer chegou a prever, de certo modo, esta ciência do fim do século XX em seu livro Embryos and Ancestors (1930), demonstrando que evolução pode ocorrer devido à heterocronia, como o que ocorre na pedomorfose, a permanência de características juvenis em um indivíduo adulto. De Beer argumentou que isso possibilita rápida mudança evolutiva, breve demais para ser gravada no registro fóssil, e portanto explicando o porquê de lacunas neste registro serem prováveis.

## Mecanismos

Diagrama de seis tipos de alterações na heterocronia, uma mudança no tempo ou na taxa de qualquer processo no desenvolvimento do embrião. Pré-deslocamento, hipermorfose e aceleração estendem o desenvolvimento (peramorfose, em vermelho); pós-deslocamento, hipomorfose e desaceleração encurtam o desenvolvimento (pedomorfose, em azul).Essas alterações podem ser combinadas, por exemplo, para modificar, anteriormente, algum aspecto do desenvolvimento.

Heterocronia pode ser divida em intraespecífica e interespecífica
Heterocronia intraespecífica são mudanças na taxa ou momento do desenvolvimento de uma espécie. Por exemplo, alguns indivíduos da espécie de salamandra Ambystoma talpoideum atrasam a metamorfose do crânio.  Reilly e colaboradores defendem que podemos definir os indivíduos variantes como pedotípicos (aqueles com o desenvolvimento encurtado em relação à condição ancestral), peratípicos (aqueles com o desenvolvimento estendido em relação à condição ancestral), ou isotípicos (aqueles que chegam a mesma forma da condição ancestral, mas através de um mecanismo diferente).
Heterocronia interespecífica são mudanças na taxa ou timing do desenvolvimento de uma espécie descendente em relação a seu ancestral. Isto pode resultar ou em pedomorfose (interromper parte da ontogenia ancestral), peramorfose (estender além da ontogenia ancestral), ou isomorfose (alcançar o mesmo estado final do ancestral através de um mecanismo diferente).
Há três mecanismos principais da heterocronia, e cada um pode ocorrer de duas maneiras diferentes, resultando em seis formas de perturbação, que podem ser combinadas de várias formas.  Esses mecanismos resultam no desenvolvimento de um determinado processo sendo estendido, modificado ou truncado, devido à ação de um singular gene toolkit, em relação à condição ancestral ou outros conspecíficos, a depender do foco ser heterocronia intra ou interespecífica. Identificar qual das seis perturbações possíveis está ocorrendo é crucial para identificar o mecanismo efetivamente por trás da peramorfose ou pedomorfose.
- Inicial (Onset): Um processo pode ocorrer mais cedo na ontogenia, pré-deslocamento, estendendo seu desenvolvimento, ou mais tarde, pós-deslocamento, truncando seu desenvolvimento
- Terminal (Offset): Um processo pode acabar tardiamente, hipermorfose, estendendo seu desenvolvimento, ou acabar mais cedo, hipomorfose ou progênese, truncando seu progresso
- Taxa: A taxa (velocidade) de um processo pode acelerar, estendendo sua progressão, ou desacelerar (como o que ocorre na neotenia), encurtando o desenvolvimento

Uma ilustração dramática de como a aceleração pode mudar um plano corporal é exemplificada por cobras. Enquanto um vertebrado típico, como um rato, tem em torno de 60 vértebras, cobras têm entre 150 a 400, dando a elas colunas vertebrais extremamente longas, que possibilitam sua locomoção sinuosa. Embriões de cobra obtém este resultado acelerando seu sistema de criação de somitos (segmentos corporais), que depende de uma sinalização oscilante. O relógio de oscilação é quatro vezes mais rápido em embriões de cobra que embriões de rato, gerando somitos inicialmente muito finos. Estes expandem para um formato típico de vértebra, alongando o corpo. Girafas têm pescoços longos devido a outro tipo de heterocronia, que estende o desenvolvimento de suas vértebras cervicais; Girafas preservam o número usual para essas vértebras em mamíferos (girafas têm longos pescoços que são formados por apenas sete vértebras). Esse número de vértebras aparenta ser limitado devido ao uso de somitos do pescoço para formar o músculo diafragma em mamíferos; O processo embrionário do pescoço é, portanto, dividido em três partes, o medial (C3 a C5) servindo com diafragma. Assume-se que perturbar este padrão iria matar o embrião ao invés de dar-lhe mais vértebras.

## Detecção
A heterocronia pode ser identificada através da comparação filogenética entre duas espécies próximas, como um grupo de diferentes espécies de aves cujas pernas diferem em comprimento médio. Essas comparações são complexas porque não há marcadores ontogenéticos temporais universais. O método para superar este problema em tentativas de pareamento de eventos é comparar a duração relativa de dois eventos por vez. Esse método detecta eventos heterocrônicos, no lugar de mudanças alométricas. É trabalhoso utilizá-lo porque o número de caracteres do par de eventos aumenta com o quadrado do número de eventos comparados. Contudo, o pareamento de eventos pode ser automatizado, com o uso do script PARSIMOV, por exemplo. Um método mais recente, a análise contínua, se baseia em uma padronização simples do tempo ontogenético ou sequências, na parcimônia de mudanças ao quadrado e contrastes filogeneticamente independentes.

## Efeitos

### Pedomorfose
Artigo principal: Neotenia

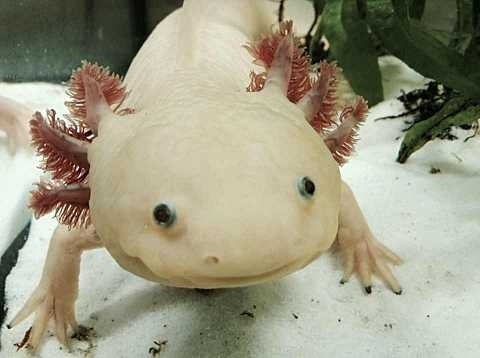
Os Axolotes adultos apresentam guelras e barbatanas; essas são características juvenis na maioria dos anfíbios.

A pedomorfose pode ser resultante da neotenia, que é a permanência de características juvenis na fase adulta decorrente do retardo do desenvolvimento somático, ou resultante de progênese, que é a aceleração de processos do desenvolvimento de modo que uma forma jovem seja um adulto sexualmente maduro. Isso significa que o crescimento de células germinativas é mais acelerado na progênese quando comparado ao crescimento normal ou em neotenia; enquanto o crescimento de células somáticas é normal em progênese, ele é retardado em neotenia.
A neotenia retarda o desenvolvimento ao estágio adulto de um organismo, e já foi descrito como “infância eterna”. Nesta forma de heterocronia, o estágio de desenvolvimento da infância é estendido, e processos que ocorrem somente neste estágio (como o crescimento acelerado de massa cerebral em humanos)) também são estendidos. Já foi implicado que a neotenia seria a causa para o desenvolvimento de várias mudanças comportamentais, devido à plasticidade cerebral aumentada e infância estendida.
A progênese (ou pedogênese) pode ser observada no axolote (Ambystoma mexicanum). Axolotes alcançam a maturidade sexual enquanto ainda contém suas brânquias (em outras palavras, ainda na forma juvenil de seus ancestrais). Eles se mantêm em ambientes aquáticos nesta forma truncada de desenvolvimento no lugar de habitar o ambiente terrestre, como outras espécies de salamandra quando alcançam a maturidade sexual. Pensa-se que esta é uma forma de hipomorfose (desenvolvimento termina mais cedo) que é provocado hormonal e geneticamente Toda a metamorfose que permitiria a transição da salamandra para sua forma adulta é bloqueada por ambos estes fatores.
Pedomorfose via progênese provavelmente teve papel crucial na evolução do crânio de aves. Os crânios e bicos de aves viventes adultas retêm a anatomia de dinossauros terópodas juvenis  (aves pertencem ao clado Theropoda, seus ancestrais são dinossauros terópodas). Aves atuais têm grandes olhos e cérebro em relação ao resto do crânio; condição essa que representa, de modo geral, o estágio juvenil de um dinossauro. Um aviano ancestral juvenil tinha rosto curto, olhos grandes, palato fino, osso jugal estreito, osso pós-orbital alto e fino, músculos adutores restritos e uma caixa craniana baixa e bulbosa. Conforme este organismo envelhecesse, sua morfologia craniana muda bastante para desenvolver um crânio robusto com ossos maiores e sobrepostos. Porém, as aves atuais retêm a morfologia juvenil. Evidências de experimentos moleculares sugerem que o fator de crescimento de fibroblastos 8 (FGF8) e membros da via de sinalização WNT facilitaram a pedomorfose em aves.  Sabe-se que estas vias de sinalização participam na padronização facial de outras espécies de vertebrados. Essa permanência do estado juvenil ancestral levou a outras mudanças na anatomia que resultam em um crânio leve e altamente cinético, composto por muitos ossos não-sobrepostos. Acredita-se que isto facilitou a evolução de cinese craniana em aves, que foi essencial para seu sucesso ecológico.

### Peramorfose

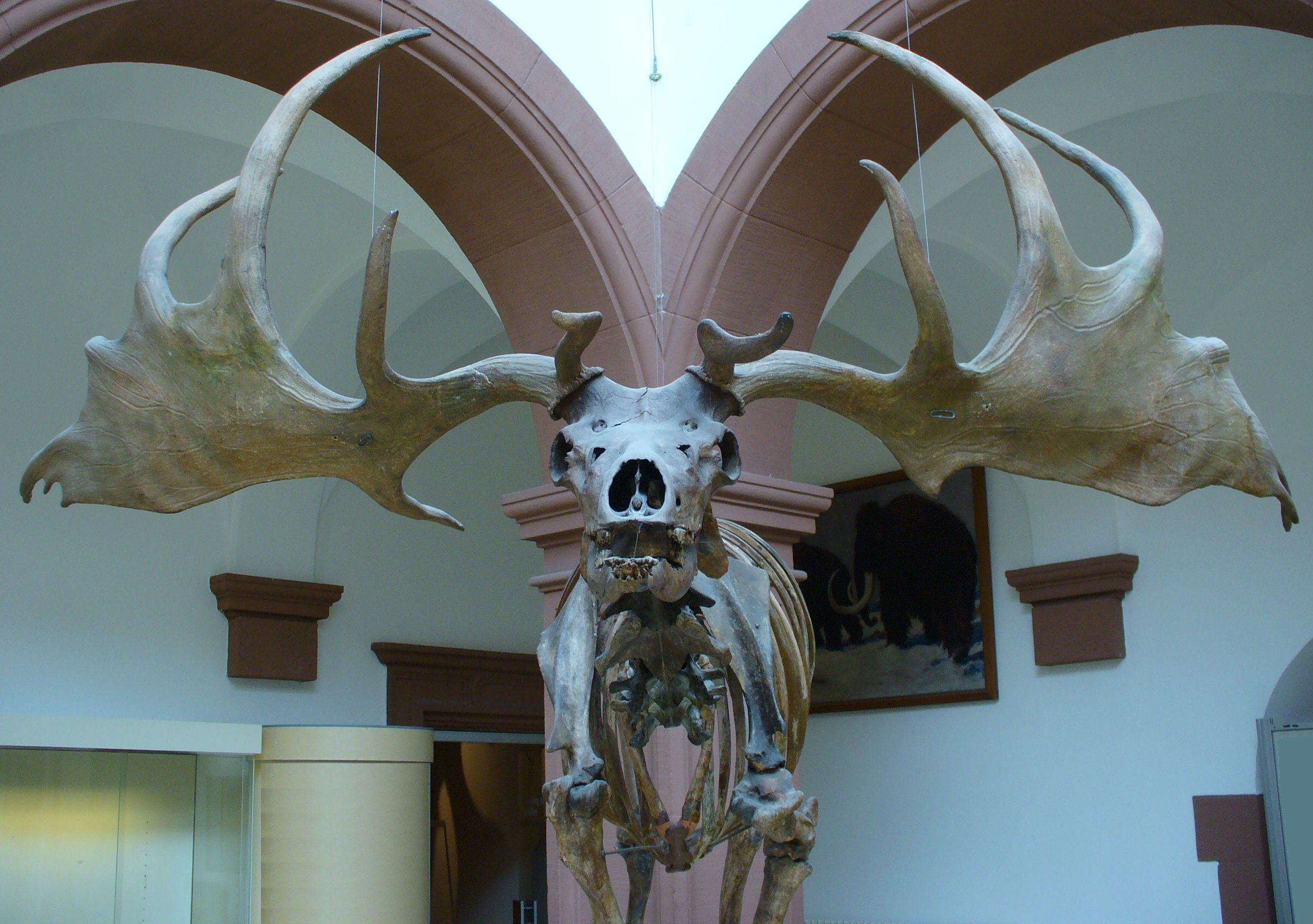
Esqueleto de alce-gigante com chifres alcançando 2.7 metros e a massa de 40 kg.

A peramorfose é a maturação tardia com períodos estendidos de crescimento. Um exemplo são os extintos alces-gigantes (Megaloceros giganteus). De acordo com o registro fóssil, seus chifres chegavam a 3,7 metros (12 pés) de largura, que é em torno de um terço maior que os chifres de seu parente mais próximo, o alce. Os alces-gigantes tinham chifres maiores devido à extensão de seu desenvolvimento durante seu período de crescimento.
Outro exemplo de peramorfose é visto em roedores insulares (vivem em ilhas). São caracterizados por gigantismo, bochechas e dentes maiores, ninhada com número reduzido de filhotes e expectativas de vida mais longas. Parentes destes roedores que vivem no continente são muito menores. Estas características são desenvolvidas por roedores insulares para acomodar a abundância de recursos e comida que estão disponíveis. Estes são fatores do fenômeno denominado síndrome de ilha ou regra de Foster.
A salamandra manchada, parente próxima dos axolotes, apresenta ambas pedomorfose e peramorfose. Sua larva pode se desenvolver em qualquer uma das direções. Densidade populacional, disponibilidade de comida e abundância de água podem afetar a expressão da heterocronia. Um estudo sobre salamandras manchadas conduzido em 1987 descobriu que uma maior porcentagem de indivíduos se tornava pedomórfico quando a densidade populacional de larvas estava baixa em um nível de água constante, ao contrário de quando havia grande densidade populacional de larvas em um ambiente mais seco. Esta implicação levou à hipótese que pressões seletivas impostas pelo meio, como predação e perda de recursos, são instrumentais causas dessas tendências. Estas ideias foram reforçadas por outros estudos, como a peramorfose dos sapos coquí (Eleutherodactylus coqui). Outro motivo possível seria o tempo de geração, ou o ciclo de vida da espécie em questão. Quando uma espécie tem ciclo de vida relativamente curto, a seleção natural favorece a evolução da pedomorfose (e.g. Axolote: 7-10 anos). Inversamente, em ciclos de vida mais longos, a seleção natural favorece a evolução da peramorfose (e.g. Alce-gigante: 20-22 anos).

### Através do reino animal
A heterocronia é responsável por uma grande variedade de efeitos, como o alongamento dos dedos, devido a adição de mais falanges, em golfinhos para formar suas nadadeiras, dimorfismo sexual, e a polimorfia presente em hierarquias de insetos eusociais.

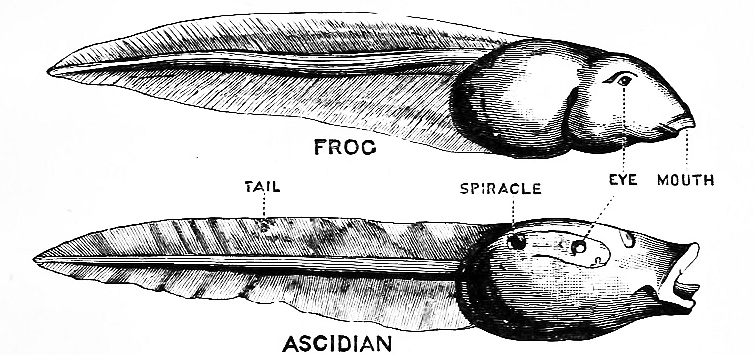
Uma comparação de 1901 de um girino (um vertebrado) e uma larva de tunicado/urocordado, em 1928 Walter Garstang propôs que os vertebrados surgiram de tal larva por neotenia.

#### Hipótese de Garstang
Walter Garstang sugeriu a origem neotenial de vertebrados a partir das larvas de tunicados, se opondo à opinião de Darwin que tunicados e vertebrados evoluíram de animais cuja forma adulta era semelhante a de girinos e a larva de tunicados. De acordo com Richard Dawkins, a opinião de Garstang também era a de Alister Hardy, e ainda é defendida por alguns biólogos modernos. Porém, de acordo com outros, evidências decorrentes de análises genéticas mais a fundo parecem apoiar a opinião antiga de Darwin:
A teoria de Garstang é certamente atraente, e foi bem favorecida por muitos anos… Infelizmente, evidências recentes de DNA apontaram o pêndulo em favor da teoria original de Darwin. Se os larváceos constituem uma re-encenação de um cenário ancestral de Garstang, eles deveriam ter achado parentesco mais próximo com ascídias modernas do que com outros. O que não é o caso.

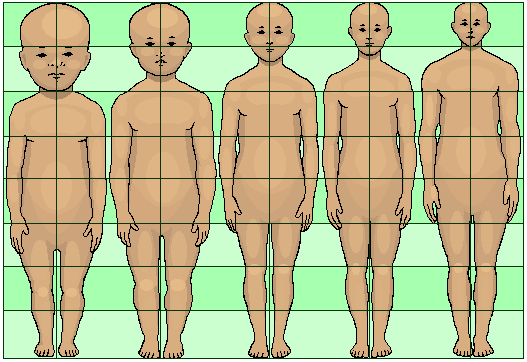
Neotenia no desenvolvimento humano.

– Richard Dawkins

### Em humanos
Múltiplas heterocronias foram descritas em humanos, em relação com o chimpanzé. Em fetos de chimpanzé, o crescimento do cérebro e cabeça começa em torno do mesmo estágio de desenvolvimento e cresce em uma taxa semelhante àquela em humanos, mas seu crescimento é interrompido logo após o nascimento, enquanto o crescimento de cérebro e cabeça em humanos se perpetua por anos após o nascimento. Este tipo de heterocronia, hipermorfose, envolve um atraso no fim de um processo de desenvolvimento, ou a presença de um processo de desenvolvimento mais inicial em estágios posteriores do desenvolvimento. Humanos têm em torno de 30 neotenias em comparação com chimpanzés, retendo cabeças maiores, mandíbulas e narizes menores e membros mais curtos, todos caracteres encontrados em chimpanzés juvenis.

## Conceitos relacionados
O termo “heterokairia” foi proposto em 2003 por John Spicer e Warren Burggren para distinguir plasticidade no momento de início de um evento de desenvolvimento ao nível de indivíduo ou a nível populacional.